# 강성갑
강성갑(姜成甲, 1912년 6월 21일 ~ 1950년 8월 2일)은 일제강점기와 대한민국의 목회자, 미군정기와 대한민국의 교육자이다. 경남 의령군 출신으로, 본관은 진주(晉州)이다. 한얼중학교를 설립하였다.

## 생애
1912년 6월 21일 경상남도 의령군 지정면 오천리 웅곡마을에서 소작농 강봉석과 밀양손씨의 둘째 아들로 태어났다.
유년시절 한학과 사서를 배우다가 1925년 의령보통학교에 입학하고 마산 창신보통학교 4학년으로 전학, 1926년 창신보통학교를 졸업하고 4년제 마산상업학교로 진학했다. 1930년 3월 마산상업학교를 졸업했다. 그해 일본으로 건너갔다가 그후 귀국, 1931년 김해군 김해읍 장유금융조합(농협에 흡수됨)에 입사, 서기(書記)로 근무하였다.
1936년 장유금융조합을 사직, 1937년 4월 경성 연희전문학교(연세대학교의 전신) 문과에 입학했다. 당시 그는 가정교사 과외로 학비를 스스로 조달하였다. 조선어학회 사건에 관련자로 연루되어 연희전문으로부터 정학처분을 받았다. 1941년 3월 졸업, 곧 일본으로 건너가 도시샤대학 문학부 신학과에 입학했다. 행상과 노동으로 학비를 스스로 조달했으며 1943년 동지사대학을 졸업, 귀국 후 그해 목사가 되었다. 그해 김해 초량교회 부목사로 부임하였다.
해방 직후, 부산대학교 설립운동에 참여하였다. 1945년 11월 경상남도 교육양성소 교수의 일원으로 출강,1~ 4기생을지도하였다. 또한 연세대학교의 채플 강사로 출강하였다. 1946년 김해 진영읍 진영교회 담임목사가 되고, 1946년 8월 김해 진영으로 왔다.1946년 9월 부산대학교(부산대학교 전신)의 독일어 교수로 출강하였다.
그는 중학교를 진학하려면 부산, 마산, 진해로 가야하는 환경을 보고 중등학교 설립을 추진, 1946년 8월 15일 진영복음중등공민학교의 설립인가를 받고 진영대흥초등학교 가교사를 빌려 그해 8월 20일 야간학교 진영복음중등공민학교의 설립자 겸 교장으로 개교했다.
1946년 10월 진영읍 진영리 철하마을의 일본인이 소유하던 주택과 창고 건물을 인수, 개조하여 학교부지로 사용 주,야간 2부제 수업을 진행했다. 1947년 6월 21일 재단법인 3.1학원 설립인가를 받고, 1947년 8월 부산대학교 독일어 교수직을 사임하였다.
1948년 1월 26일 재단법인 3.1학원의 한얼초급중학교 설립인가를 받고 그해 9월, 진영읍 진영리 철하마을에 학교부지 6,500평을 매입하여 한얼중학교를 설립, 개교하였다. 추가로 부지를 마련, 1949년 3월 진례에 한얼중 진례분교를, 10월 녹산에 한얼중학교 녹산분교를 세웠다.
1950년 6.25 전쟁 직후 진영지서로부터 중학생 학도병 징집 요청공문을 전달받자, 이를 찢어버렸다. 그를 모함하던 일부 지역유지들의 무고로 200여명이 체포될 때 같이 체포, 구금되었다. 그해 8월 2일 저녁 창원군 대산면 낙동강변 수산교 아래에서 공산주의자란 누명을 쓰고 총살되었다.
나중에 무고가 밝혀져 진영지서장 등이 처벌받고, 1954년 한얼중 부지, 현 진영고등학교에 동상이 설립되었다.

## 같이 보기
- 한얼중학교
- 녹산중학교